# Ajmed Tazhudinov
Ajmed Tazhudinov (en ruso: Ахмед Тажудинов; 25 de enero de 2003) es un deportista ruso de origen daguestano que compite por Baréin en lucha libre.
Participó en los Juegos Olímpicos de París 2024, obteniendo una medalla de oro en la categoría de 97 kg. Ganó una medalla de oro en el Campeonato Mundial de Lucha de 2023, en la misma categoría.

## Palmarés internacional
| Juegos Olímpicos   | Juegos Olímpicos  | Juegos Olímpicos | Juegos Olímpicos |
| Año                | Lugar             | Medalla          | Categoría        |
| ------------------ | ----------------- | ---------------- | ---------------- |
| 2024               | París (Francia)   | Medalla de oro   | 97 kg            |
| Campeonato Mundial |                   |                  |                  |
| Año                | Lugar             | Medalla          | Categoría        |
| 2023               | Belgrado (Serbia) | Medalla de oro   | 97 kg            |